# Мостищанський провулок
Мости́щанський прову́лок — провулок у Деснянському районі міста Києва, місцевість Куликове. Пролягає від Томашевської вулиці до кінця забудови.

## Історія
Провулок виник у середині XX століття. Сучасну назву набув 1957 року.
У 1980-х роках під час знесення старої забудови селища Куликове та будівництва житлового масиву планувався під знесення. Забудову було майже повністю знесено, а сам провулок — дещо скорочено, до сучасних меж. Саме тому провулок довгий час вважався ліквідованим і у довіднику «Вулиці Києва», виданому 1995 року, наведений у переліку зниклих вулиць. 
2015 року провулок поновлено у реєстрі та повторно нанесено на карти міста. Хоча вздовж провулку є будинки, усі вони приписані до сусідньої Томашевської вулиці.